# 8e étape du Tour de France 2014
Pour un article plus général, voir Tour de France 2014.
La 8e étape du Tour de France 2014 s'est déroulée le samedi 12 juillet 2014 sur 161 km entre Tomblaine et Gérardmer-La Mauselaine.
Elle est remportée en solitaire par Blel Kadri (AG2R La Mondiale) qui s'est débarrassé de ses compagnons d'échappée dans la première ascension du jour, le col de la Croix des Moinats. C'est la première victoire d'étape française sur le Tour 2014. Kadri s'empare en même temps du maillot à pois du meilleur grimpeur et remporte le prix de la combativité. Alberto Contador (Tinkoff-Saxo) et Vincenzo Nibali (Astana) complètent le podium, après avoir repris les autres membres de l'échappée.
Vincenzo Nibali conserve la tête du classement général. Peter Sagan (Cannondale) conserve son maillot vert ; en revanche, il perd le maillot blanc de meilleur jeune au profit de Michał Kwiatkowski (Omega Pharma-Quick Step). L'équipe Astana conserve la première place du classement par équipes.

## Parcours
L'étape passe à travers les départements de Meurthe-et-Moselle et des Vosges entre Tomblaine et Gérardmer-La Mauselaine sur 161 km. Elle s'élève très progressivement sur des routes vallonnées pendant 130 km avant d'entrer en moyenne montagne dans le massif des Vosges avec trois ascensions dans les derniers 30 km (deux de 2e catégorie et une de 3e catégorie).
L'étape part de Tomblaine à l'est de Nancy, passe au sud-est à Lunéville puis se dirige au sud vers Baccarat. Après Baccarat, la route entre dans le département des Vosges et continue vers le sud-ouest par Rambervillers puis Épinal. Puis la route se dirige vers le sud-est en suivant la Moselle par Dinozé où se trouve le sprint intermédiaire, Arches, Pouxeux, Eloyes, Saint-Nabord et enfin Remiremont. De là, l'étape se dirige vers l'est à Saint-Amé puis Vagney. De Vagney-centre situé à environ 400 m d'altitude, la route s'élève avec l'ascension du col de la Croix des Moinats (891 m, 2e catégorie, 7,6 km à 6 %) qui amène à La Bresse où commence l'ascension du col de Grosse Pierre par une route secondaire (901 m, 2e catégorie, 3 km à 7,5 % avec un passage à 16 %). La descente amène à Gérardmer où l'étape se termine par la courte et raide montée vers la station de ski de La Mauselaine (859 m, 3e catégorie, 1,8 km à 10,3 % avec un passage à 13 %).

## Déroulement de la course

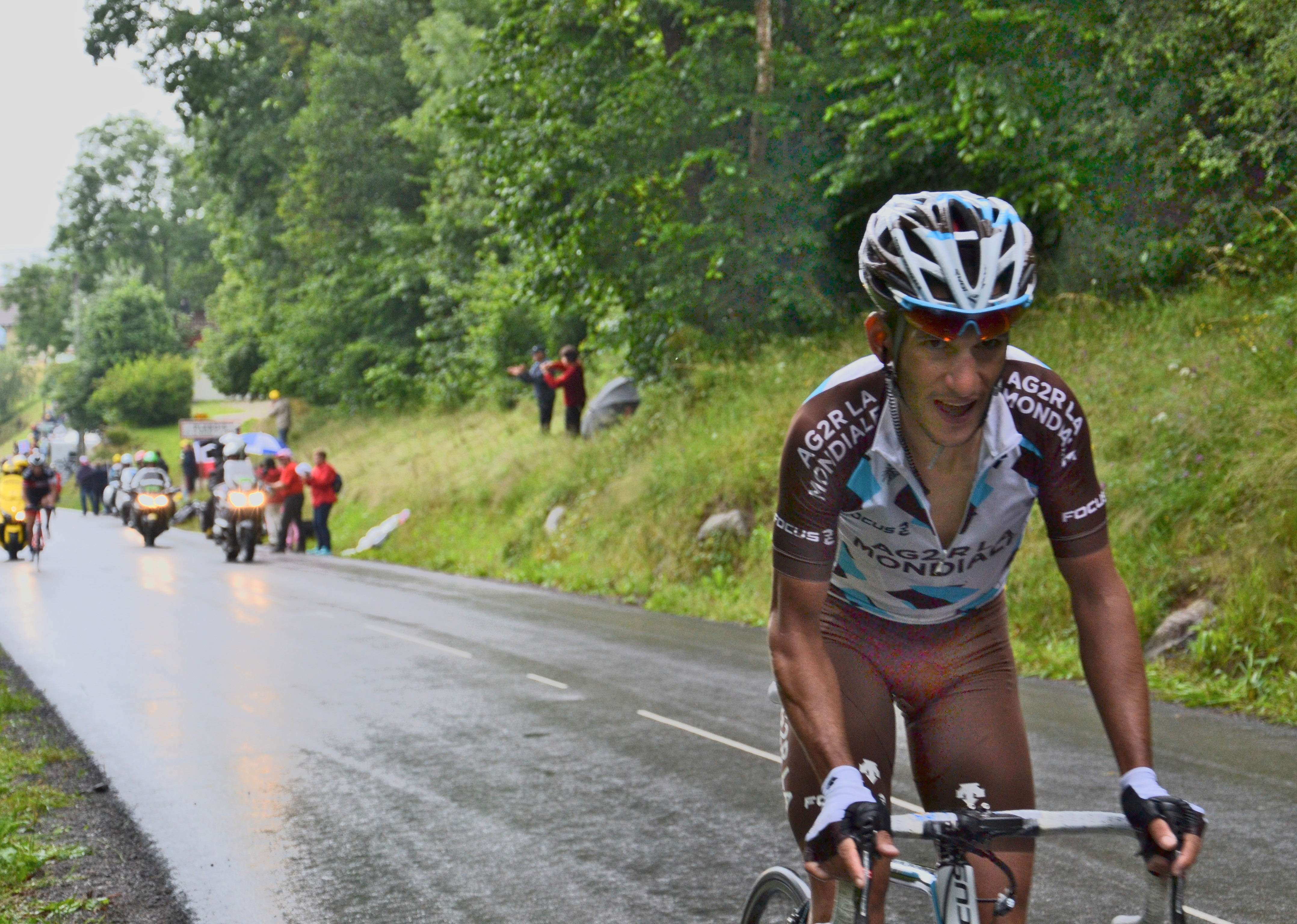
Blel Kadri lâche Sylvain Chavanel dans la montée du col de la Croix des Moinats.

L’échappée emmenée au début par Sylvain Chavanel (IAM) et Niki Terpstra (Omega Pharma-Quick Step) est rejointe quelques kilomètres plus tard par trois hommes : Simon Yates (Orica-GreenEDGE), Blel Kadri (AG2R La Mondiale) et Adrien Petit (Cofidis). Avec 11 minutes d’avance sur le peloton à 50 kilomètres de l’arrivée, l’échappée a de très grandes chances d’arriver au bout pour la première fois. Au pied de la première difficulté du jour, le col de la Croix des Moinats, Sylvain Chavanel attaque, il n’est suivi que par Blel Kadri, qui le contre pour arriver en tête du col et ainsi remporter le maillot à pois du meilleur grimpeur. Kadri continue son escapade jusqu’à la ligne d’arrivée et remporte ainsi la première victoire française sur le Tour en 2014. Alberto Contador (Tinkoff-Saxo) et Vincenzo Nibali (Astana) complètent le podium, après avoir repris les autres membres de l'échappée des cinq.

## Résultats

### Classement de l'étape
| Classement de la 8e étape | Classement de la 8e étape | Classement de la 8e étape | Classement de la 8e étape | Classement de la 8e étape |
|                           | Coureur                   | Pays                      | Équipe                    | Temps                     |
| ------------------------- | ------------------------- | ------------------------- | ------------------------- | ------------------------- |
| 1er                       | Blel Kadri                | France                    | AG2R La Mondiale          | en 3 h 49 min 28 s        |
| 2e                        | Alberto Contador          | Espagne                   | Tinkoff-Saxo              | + 2 min 17 s              |
| 3e                        | Vincenzo Nibali           | Italie                    | Astana                    | + 2 min 20 s              |
| 4e                        | Richie Porte              | Australie                 | Sky                       | + 2 min 24 s              |
| 5e                        | Thibaut Pinot             | France                    | FDJ.fr                    | + 2 min 28 s              |
| 6e                        | Jean-Christophe Péraud    | France                    | AG2R La Mondiale          | + 2 min 28 s              |
| 7e                        | Alejandro Valverde        | Espagne                   | Movistar                  | + 2 min 36 s              |
| 8e                        | Tejay van Garderen        | États-Unis                | BMC Racing                | + 2 min 40 s              |
| 9e                        | Romain Bardet             | France                    | AG2R La Mondiale          | + 2 min 48 s              |
| 10e                       | Sylvain Chavanel          | France                    | IAM                       | + 2 min 54 s              |
| modifier                  |                           |                           |                           |                           |

### Points attribués
| Sprint intermédiaire Dinozé (km 100,0) | Sprint intermédiaire Dinozé (km 100,0) | Sprint intermédiaire Dinozé (km 100,0) | Sprint intermédiaire Dinozé (km 100,0) | Sprint intermédiaire Dinozé (km 100,0) |
| -------------------------------------- | -------------------------------------- | -------------------------------------- | -------------------------------------- | -------------------------------------- |
|                                        | Coureur                                | Pays                                   | Équipe                                 | Point(s)                               |
| 1er                                    | Niki Terpstra                          | Pays-Bas                               | Omega Pharma-Quick Step                | 20                                     |
| 2e                                     | Adrien Petit                           | France                                 | Cofidis                                | 17                                     |
| 3e                                     | Sylvain Chavanel                       | France                                 | IAM                                    | 15                                     |
| 4e                                     | Blel Kadri                             | France                                 | AG2R La Mondiale                       | 13                                     |
| 5e                                     | Simon Yates                            | Royaume-Uni                            | Orica-GreenEDGE                        | 11                                     |
| 6e                                     | Bryan Coquard                          | France                                 | Europcar                               | 10                                     |
| 7e                                     | Marcel Kittel                          | Allemagne                              | Giant-Shimano                          | 9                                      |
| 8e                                     | Peter Sagan                            | Slovaquie                              | Cannondale                             | 8                                      |
| 9e                                     | André Greipel                          | Allemagne                              | Lotto-Belisol                          | 7                                      |
| 10e                                    | Mark Renshaw                           | Australie                              | Omega Pharma-Quick Step                | 6                                      |
| 11e                                    | Alessandro Petacchi                    | Italie                                 | Omega Pharma-Quick Step                | 5                                      |
| 12e                                    | Yohann Gène                            | France                                 | Europcar                               | 4                                      |
| 13e                                    | Elia Viviani                           | Italie                                 | Cannondale                             | 3                                      |
| 14e                                    | Fabio Sabatini                         | Italie                                 | Cannondale                             | 2                                      |
| 15e                                    | Andriy Grivko                          | Ukraine                                | Astana                                 | 1                                      |
| modifier                               |                                        |                                        |                                        |                                        |

| Classement de l'étape | Classement de l'étape  | Classement de l'étape | Classement de l'étape        | Classement de l'étape |
| --------------------- | ---------------------- | --------------------- | ---------------------------- | --------------------- |
|                       | Coureur                | Pays                  | Équipe                       | Point(s)              |
| 1er                   | Blel Kadri             | France                | AG2R La Mondiale             | 30                    |
| 2e                    | Alberto Contador       | Espagne               | Tinkoff-Saxo                 | 25                    |
| 3e                    | Vincenzo Nibali        | Italie                | Astana                       | 22                    |
| 4e                    | Richie Porte           | Australie             | Sky                          | 19                    |
| 5e                    | Thibaut Pinot          | France                | FDJ.fr                       | 17                    |
| 6e                    | Jean-Christophe Péraud | France                | AG2R La Mondiale             | 15                    |
| 7e                    | Alejandro Valverde     | Espagne               | Movistar                     | 13                    |
| 8e                    | Tejay van Garderen     | États-Unis            | BMC Racing                   | 11                    |
| 9e                    | Romain Bardet          | France                | AG2R La Mondiale             | 9                     |
| 10e                   | Sylvain Chavanel       | France                | IAM                          | 7                     |
| 11e                   | Bauke Mollema          | Pays-Bas              | Belkin                       | 6                     |
| 12e                   | Rui Costa              | Portugal              | Lampre-Merida                | 5                     |
| 13e                   | Mikel Nieve            | Espagne               | Sky                          | 4                     |
| 14e                   | Niki Terpstra          | Pays-Bas              | Omega Pharma-Quick Step      | 3                     |
| 15e                   | Brice Feillu           | France                | Bretagne-Séché Environnement | 2                     |
| modifier              |                        |                       |                              |                       |

### Cols et côtes
| Col de la Croix des Moinats (km 142,0) 2e catégorie | Col de la Croix des Moinats (km 142,0) 2e catégorie | Col de la Croix des Moinats (km 142,0) 2e catégorie | Col de la Croix des Moinats (km 142,0) 2e catégorie | Col de la Croix des Moinats (km 142,0) 2e catégorie |
| --------------------------------------------------- | --------------------------------------------------- | --------------------------------------------------- | --------------------------------------------------- | --------------------------------------------------- |
|                                                     | Coureur                                             | Pays                                                | Équipe                                              | Point(s)                                            |
| 1er                                                 | Blel Kadri                                          | France                                              | AG2R La Mondiale                                    | 5                                                   |
| 2e                                                  | Sylvain Chavanel                                    | France                                              | IAM                                                 | 3                                                   |
| 3e                                                  | Simon Yates                                         | Royaume-Uni                                         | Orica-GreenEDGE                                     | 2                                                   |
| 4e                                                  | Niki Terpstra                                       | Pays-Bas                                            | Omega Pharma-Quick Step                             | 1                                                   |
| modifier                                            |                                                     |                                                     |                                                     |                                                     |

| Col de Grosse Pierre (km 150,0) 2e catégorie | Col de Grosse Pierre (km 150,0) 2e catégorie | Col de Grosse Pierre (km 150,0) 2e catégorie | Col de Grosse Pierre (km 150,0) 2e catégorie | Col de Grosse Pierre (km 150,0) 2e catégorie |
| -------------------------------------------- | -------------------------------------------- | -------------------------------------------- | -------------------------------------------- | -------------------------------------------- |
|                                              | Coureur                                      | Pays                                         | Équipe                                       | Point(s)                                     |
| 1er                                          | Blel Kadri                                   | France                                       | AG2R La Mondiale                             | 5                                            |
| 2e                                           | Sylvain Chavanel                             | France                                       | IAM                                          | 3                                            |
| 3e                                           | Simon Yates                                  | Royaume-Uni                                  | Orica-GreenEDGE                              | 2                                            |
| 4e                                           | Niki Terpstra                                | Pays-Bas                                     | Omega Pharma-Quick Step                      | 1                                            |
| modifier                                     |                                              |                                              |                                              |                                              |

| \| Côte de La Mauselaine (km 161,0) 3e catégorie \| Côte de La Mauselaine (km 161,0) 3e catégorie \| Côte de La Mauselaine (km 161,0) 3e catégorie \| Côte de La Mauselaine (km 161,0) 3e catégorie \| Côte de La Mauselaine (km 161,0) 3e catégorie \| \| --------------------------------------------- \| --------------------------------------------- \| --------------------------------------------- \| --------------------------------------------- \| --------------------------------------------- \| \| \| Coureur \| Pays \| Équipe \| Point(s) \| \| 1er \| Blel Kadri \| France \| AG2R La Mondiale \| 2 \| \| 2e \| Alberto Contador \| Espagne \| Tinkoff-Saxo \| 1 \| \| modifier \| \| \| \| \| |                  |         |                  |          |
| Côte de La Mauselaine (km 161,0) 3e catégorie |                  |         |                  |          |
| | Coureur          | Pays    | Équipe           | Point(s) |
| 1er | Blel Kadri       | France  | AG2R La Mondiale | 2        |
| 2e | Alberto Contador | Espagne | Tinkoff-Saxo     | 1        |
| modifier |                  |         |                  |          |

## Classements à l'issue de l'étape

### Classement général
| Classement général | Classement général    | Classement général | Classement général      | Classement général  |
|                    | Coureur               | Pays               | Équipe                  | Temps               |
| ------------------ | --------------------- | ------------------ | ----------------------- | ------------------- |
| 1er                | Vincenzo Nibali       | Italie             | Astana                  | en 33 h 48 min 52 s |
| 2e                 | Jakob Fuglsang        | Danemark           | Astana                  | + 1 min 44 s        |
| 3e                 | Richie Porte          | Australie          | Sky                     | + 1 min 58 s        |
| 4e                 | Michał Kwiatkowski    | Pologne            | Omega Pharma-Quick Step | + 2 min 26 s        |
| 5e                 | Alejandro Valverde    | Espagne            | Movistar                | + 2 min 27 s        |
| 6e                 | Alberto Contador      | Espagne            | Tinkoff-Saxo            | + 2 min 34 s        |
| 7e                 | Romain Bardet         | France             | AG2R La Mondiale        | + 2 min 39 s        |
| 8e                 | Rui Costa             | Portugal           | Lampre-Merida           | + 2 min 52 s        |
| 9e                 | Bauke Mollema         | Pays-Bas           | Belkin                  | + 3 min 2 s         |
| 10e                | Jurgen Van den Broeck | Belgique           | Lotto-Belisol           | + 3 min 2 s         |
| modifier           |                       |                    |                         |                     |

### Classement par points
| Classement par points | Classement par points | Classement par points | Classement par points | Classement par points |
| --------------------- | --------------------- | --------------------- | --------------------- | --------------------- |
|                       | Coureur               | Pays                  | Équipe                | Point(s)              |
| 1er                   | Peter Sagan           | Slovaquie             | Cannondale            | 267 points            |
| 2e                    | Bryan Coquard         | France                | Europcar              | 156 pts               |
| 3e                    | Marcel Kittel         | Allemagne             | Giant-Shimano         | 146 pts               |
| modifier              |                       |                       |                       |                       |

### Classement du meilleur grimpeur
| Classement du meilleur grimpeur | Classement du meilleur grimpeur | Classement du meilleur grimpeur | Classement du meilleur grimpeur | Classement du meilleur grimpeur |
| ------------------------------- | ------------------------------- | ------------------------------- | ------------------------------- | ------------------------------- |
|                                 | Coureur                         | Pays                            | Équipe                          | Point(s)                        |
| 1er                             | Blel Kadri                      | France                          | AG2R La Mondiale                | 17 points                       |
| 2e                              | Cyril Lemoine                   | France                          | Cofidis                         | 6 pts                           |
| 3e                              | Sylvain Chavanel                | France                          | IAM                             | 6 pts                           |
| modifier                        |                                 |                                 |                                 |                                 |

### Classement du meilleur jeune
| Classement général du meilleur jeune | Classement général du meilleur jeune | Classement général du meilleur jeune | Classement général du meilleur jeune | Classement général du meilleur jeune |
|                                      | Coureur                              | Pays                                 | Équipe                               | Temps                                |
| ------------------------------------ | ------------------------------------ | ------------------------------------ | ------------------------------------ | ------------------------------------ |
| 1er                                  | Michał Kwiatkowski                   | Pologne                              | Omega Pharma-Quick Step              | en 33 h 51 min 18 s                  |
| 2e                                   | Romain Bardet                        | France                               | AG2R La Mondiale                     | + 13 s                               |
| 3e                                   | Thibaut Pinot                        | France                               | FDJ.fr                               | + 1 min 6 s                          |
| modifier                             |                                      |                                      |                                      |                                      |

### Classement par équipes
| Classement par équipes | Classement par équipes | Classement par équipes | Classement par équipes |
|                        | Équipe                 | Pays                   | Temps                  |
| ---------------------- | ---------------------- | ---------------------- | ---------------------- |
| 1re                    | Astana                 | Kazakhstan             | en 101 h 30 min 53 s   |
| 2e                     | Belkin                 | Pays-Bas               | + 5 min 23 s           |
| 3e                     | Sky                    | Royaume-Uni            | + 5 min 31 s           |
| modifier               |                        |                        |                        |

## Abandons
- Bart De Clercq (Lotto-Belisol) : abandon
- Mathias Frank (IAM) : non-partant